# ایشارا
ایشارا (Išḫara) الهه‌ای بود که پرستش او اصالتا در ابلا و سایر مناطق شمالی در سوریه امروزی در هزاره سوم پیشا دوران مشترک رایج بود.
هم اساطیر بین‌النهرینی و هم هوری در مورد ایشارا شناخته شده است. در جایگاه الههٔ ازدواج، در حماسه گیلگمش و آترا-هاسیس به او اشاره شده است. در آهنگ رهایی هوری او در مقام الههٔ ابلا به تصویر در آمده که تلاش می‌کند تا شهر را از نابودی نجات دهد. در آهنگ کوماربی، او یکی از خداییان است که راوی برای گوش دادن به داستان فرا می‌خواند.

## نام
نام ایشارا در متن‌های به خط میخی به صورت‌های گوناگون نوشته شده است.

## شمایل‌نگاری
ایشارا به صورت الهه‌ای جوان تصویر می‌شد. او را می‌توان با لقب هوری šiduri «زن جوان» نام برد.

## اسطوره‌شناسی

### اسطوره‌های بین‌النهرینی
در حماسه گیلگمش و آترا-هاسیس به شکلی گذرا به ایشارا در جایگاه الههٔ ازدواج اشاره می‌شود. نام او در قطعه‌ای از نسخهٔ بابلی باستان حماسه گیلگمش ذکر شده که به «لوح پنسیلوانیا» معروف است و بنا بر گزارش‌ها در لارسا پیدا شده است. این اشاره در نسخهٔ پسینِ استاندارد بابلی نیز دیده می‌شود (لوح II، سطر ۱۰۹). تورکیلد یاکوبسن چنین استدلال کرد که این موضوع تلاش گیلگمش برای ازدواج با او را توصیف می‌کند و آن را بازتابی از رسم ازدواج مقدس دانست. با این حال، این تفسیر توسط اندرو آر. جرج مورد انتقاد قرار گرفته است، او نتیجه می‌گیرد که «تخت ایشارا» که در آن ذکر شده احتمالاً یک اصطلاح ادبی است که به بستری گفته می‌شود که در آن نخستین تجربهٔ جنسی انجام شده است و نباید به عنوان اشاره‌ای به مراسم ازدواج مقدس تلقی شود، به خصوص که نقش ایشارا در پانتئون اوروک نامشخص است. در آترا-هاسیس، او هنگام تدارکات یک عروسی فراخوانی می‌شود.